# Quinuabamba
O Distrito peruano de Quinuabamba é um dos quatro distritos que formam a Província de Pomabamba, situada no Ancash, pertencente a Região Ancash, Peru.

## Transporte
O distrito de Quinuabamba não é servido pelo sistema de estradas terrestres do Peru.